# Somnia: Antes de despertar
Somnia: Antes de despertar (En inglés Before I Wake) es una película de suspenso estadounidense de 2016 dirigida por Mike Flanagan, el cual la coescribió con Jeff Howard. Protagonizada por Kate Bosworth, Thomas Jane, Jacob Tremblay, Annabeth Gish y Dash Mihok, fue estrenada el 8 de abril de 2016 por Relativity Media.

## Sinopsis
Jessie y Mark son un matrimonio que adoptan a un niño de 8 años llamado Cody. Cody tiene pánico ante el hecho de quedarse dormido, cosa que sus nuevos padres desconocen.

## Reparto
- Kate Bosworth como Jessie.[4]
- Thomas Jane como Mark.[4]
- Jacob Tremblay como Cody.[4]
- Annabeth Gish como Natalie.[5]
- Dash Mihok como Whelan.
- Scottie Thompson como la profesora.
- Jay Karnes como Peter
- Justin Gordon como el Dr. Tennant

## Producción
El 7 de septiembre de 2013, se anunció que el director de Oculus Mike Flanagan se encargaría de dirigir una película de terror llamada Somnia, que sería coescrita con Jeff Howard para Intrepid Pictures; los productores serián Trevor Macy y William D. Johnson. Sam Englebardt de Demarest Films sería el coproductor y co-financiaría la película con MICA Entertainment. Focus Features International inicialmente manejaría las ventas internacionales de la película. El 7 de noviembre de 2013, fue anunciado que Sierra/Affinity manejaría todos los derechos internacionales que anteriormente iban a ser manejados por FFI. El 4 de abril de 2014, Relativity Media adquirieron los derechos de distribución de los EE. UU. de la película. En marzo de 2015, el título fue cambiado a Before I Wake.

### Casting
El 7 de noviembre de 2013, Kate Bosworth y Thomas Jane se unieron al reparto principal de la película como los padres del niño, y Jacob Tremblay como Cody. El 18 de noviembre de 2013, Annabeth Gish se unió el reparto de la película como Natalie, la trabajadora del caso asignada a Cody.

### Grabación
La grabación comenzó el 11 de noviembre de 2013, en Fairhope, Alabama. El 12 de diciembre de 2013, el equipo filmó escenas en la Academia Barton. La grabación se completó el 16 de diciembre de 2013.

## Lanzamiento
El 4 de abril de 2014, Relativity Media adquirió los derechos de distribución de los EE. UU. de la película.
La película fue originalmente planificada para ser estrenada el 8 de mayo de 2015, pero fue retrasada al 25 de septiembre de 2015, volviéndose a retrasar debido a la bancarrota de la compañía. La película fue replanificada para el 8 de abril de 2016.

## Recepción
La película ha recibido reseñas mixtas de parte de la crítica y de la audiencia. En el sitio Rotten Tomatoes, la película tiene una aprobación de 30%, basada en 10 reseñas con una calificación promedio de 5/10.
En el sitio IMDb, los usuarios le han dado una calificación de 6.1, basada en 7000 votos.